# Zisterzienserinnenkloster La Vignette
Das Zisterzienserinnenkloster La Vignette (auch: Wijngaard) war von 1519 bis 1798  ein Kloster der Zisterzienserinnen in Löwen, Provinz Flämisch-Brabant, in Belgien.

## Geschichte
Catherine van Oppendorp stiftete 1519 in der Mechelnstraße in Löwen das Kloster Notre-Dame de La Vignette (auch:  Onze-Lieve-Vrouw ten Wijngaert oder In Vineis, „Maria Weingarten“), das durch die Zisterzienserinnenabtei Wauthier-Braine besiedelt wurde.  Das Kloster wurde 1798 durch die Französische Revolution geschlossen und überwiegend abgebaut. Heute trägt ein Restaurant den Namen „La Vignette“ (ohne Erinnerung an das Kloster).

Ploegaerts fasste zusammen:
La Vignette wurde erst 1519 gegründet und trat dem Orden von Cîteaux somit sehr spät bei. Drei Merkmale sind in ihrem dreihundertjährigen Bestehen besonders hervorzuheben: Die geringen Einkünfte zwangen die Nonnen entgegen den Konstitutionen von Cîteaux oft zum Betteln, das war aber zweifellos auch der Garant für die Disziplin, die die Kommissare in ihren Berichten mehrfach hervorheben. Während andere Klöster im Laufe der Jahrhunderte ihre Trägerschaft wechselten, blieb La Vignette stets der Leitung der Prälaten von S. Bernard treu. Durchgehende Armut, ernsthafte Klosterdisziplin und Treue zur Vaterschaft (paternité) sind die charakteristischen Merkmale von La Vignette.